# Vár
En la mitologia escandinava, Vár, també anomenada Vór (en nòrdic antic "jurament" o "estimada") és una deessa associada als juraments i als pactes. Vár apareix a l'Edda poètica, obra que fou compilada al segle xiii a partir de fonts tradicionals més antigues; a l'Edda en prosa, escrita al segle xiii per Snorri Sturluson; i a kennings de la poesia skàlidica i a inscripcions rúniques. Els estudiosos han proposat diverses teories sobre les implicacions d'aquesta deessa.

## Aparicions als mites
Al poema Þrymskviða de l'Edda poètica, Vár és invocada pel jötun Þrymr després que la "núvia" (qui, de fet, és el déu Thor disfressat de la deessa Freia) és consagrada amb el martell robat de Thor, el Mjöllnir, a la seva boda:

| Traducció lliure al català a partir de la traducció a l'anglès de Benjamin Thorpe: Aleshores digué Thrym, Senyor dels Thursars: Porteu el martell, per a consagrar la núvia; deixeu Mjöllnir als genolls de la donzella; unim-nos l'un a l'altre per la mà de Vór. | Traducció lliure al català a partir de la traducció a l'anglès d'Henry Adams Bellows: Aleshores digué ben alt Thrym, el líder dels gegants: "Porteu-me el martell per a consagrar la núvia; Als genolls de la donzella deixeu Mjöllnir reposar, que a tots dos la mà de Vór ens beneeixi." |  |

Al capítol 35 del llibre Gylfaginning de l'Edda en prosa, Hár parla a Gangleri (qui és el rei Gylfi d'incògnit) sobre aquesta ásynjur. Hár esmenta Vár en novena posició dins l'enumeració de setze ásynjur que fa en aquest capítol i ens en dona una mica d'informació: 

La novena, Vár, escolta els juraments dels homes i els pactes que es fan entre homes i dones. És per això que aquests vots reben el nom de várar. També castiga aquells qui els trenquen.

A més a més, Vár apareix dues vegades més a l'Edda en prosa. Al capítol 75 del llibre Skáldskaparmál, Vár apareix en una llista de 27 noms d'ásynjur. Al capítol 87 del mateix llibre el nom de Vár és emprat a un kenning que fa referència a Skadi ("Vár-corda d'arc") al poema Haustlöng de l'skald Þjóðólfr de Hvinir. Una inscripció rúnica inscrita en un pal dels volts de l'any 1300 trobada a Bergen que registra una transacció comercial corrent i va seguida d'un vers d'un escrivà clarament disgustat que esmenta Vár (notes del traductor entre corxeres):

Sàvia Vár de filferro [dona de filigrana, vol dir "dona sàvia enjoiada"] em fa seure infeliç.
Eir de la panxa del verat [potser vol dir or] sovint em pren el son.

Mindy Macleod i Bernard Mees proposen que la primera línia de la inscripció bàsicament vol dir "les dones em fan miserable" o potser "el matrimoni em fa miserable", mentre que la segona línia vol dir "les dones sovint em prenen el son."

## Teories
Andy Orchard opina, pel que fa a la referència a Vár a la cerimònia matrimonial al Þrymskviða, que "l'antiguitat d'aquest ritual no és gens clara." Britt-Mari Näsström sosté que, com d'altres deesses menors, Vár fou en un principi un dels noms de Freia i que després es consideraren com a deesses independents.
Rudolf Simek diu que les deesses Snotra, Sága, Hlín, Sjöfn, Vár i Vör haurien de ser definides vagament com a figures que "haurien de ser considerades com a deesses protectores" que totes són responsables "d'àrees específiques de l'esfera privada i que, tot i així, es van fer diferències clares entre elles per la qual cosa són, en molts aspectes, similars a les matronae."